# Överdäckning
Med överdäckning avses att bygga in eller täcka över järnvägar eller trafikleder.
Överdäckning kan genomföras av flera, ofta kombinerade orsaker: För att få bort ”fysiska barriärer”, skapa tillgänglighet, läka den urbana miljön, utvinna land, ge plats åt bostäder, få bort buller och avgaser, och för att förbättra för gång- och cykeltrafiken.